# Tháng 11 năm 2005
Trang này liệt kê những sự kiện quan trọng vào tháng 11 năm 2005.

## Thứ ba, ngày1 tháng 11
- Cơn bão số 8 đã tràn vào các tỉnh ven biển miền trung với sức gió lên tới cấp 10, Quảng Ngãi, Quảng Nam, Đà Nẵng, Thừa Thiên-Huế... bị nhiều thiệt hại lớn. Tại Đà Nẵng, các trường học đóng cửa, nhiều khu vực trong thành phố mất điện trong nhiều giờ, nhiều chỗ ngập lụt do mưa lớn, giao thông đình trệ. Tính đến ngày 3/11/2005 đã có 21 người chết và 1 chuyên gia người nước ngoài đã mất tích.

## Thứ sáu, ngày4 tháng 11
- Hội nghị thượng đỉnh châu Mỹ thứ 4 tại Mar del Plata (Argentina) kết thúc, các nước Tây Bán Cầu chưa quyết định tiếp tục quá trình lập FTAA.

## Thứ hai, ngày7 tháng 11
- Cảnh sát Chile bắt cựu Tổng thống Peru Alberto Fujimori tại thủ đô Santiago de Chile, sau khi chính phủ Peru yêu cầu dẫn độ ông về nước đó.
- Ngoại trưởng Ấn Độ K. Natwar Singh từ chức do những cáo buộc là ông lợi dụng Chương trình đổi dầu lấy lương thực tại Iraq bất hợp pháp.

## Thứ ba, ngày8 tháng 11
- Tổng thống Pháp Jacques Chirac tuyên bố tình trạng khẩn cấp và áp dụng giới nghiêm để ngăn chặn bất ổn sau khi bộc phát từ ngoại ô Paris rồi lan ra hơn 300 thành phố và thị trấn khắp nước Pháp.

## Thứ tư, ngày9 tháng 11
- Bom nổ tại ba khách sạn ở Amman, Jordan làm thiệt mạng 57 người, các nhà chức trách tình nghi là do bom tự sát.

## Thứ năm, ngày10 tháng 11
- Ellen Johnson-Sirleaf thắng đa số phiếu trong hiệp hai của cuộc bầu cử tổng thống Liberia.

## Thứ bảy, ngày12 tháng 11
- Đại hội Thể thao châu Á Trong nhà 2005 khai mạc tại Thái Lan.

## Chủ nhật, ngày13 tháng 11
- Người dân Burkina Faso tham gia bầu cử tổng thống. Ông Blaise Compaoré đang giữ chức vụ Tổng thống Burkina Faso, và nhiều người dự đoán là ông sẽ được nhiệm kỳ thứ ba.

## Thứ ba, ngày15 tháng 11
- Sayako Kuroda của Nhật kết hôn với một người dân thường, vì vậy cô từ bỏ danh hiệu công chúa và rời khỏi hoàng gia.

## Thứ năm, ngày17 tháng 11
- Sau gần ba tuần bạo động, cảnh sát Pháp tuyên bố "trở lại bình thường".

## Thứ bảy, ngày19 tháng 11
- Đại hội Thể thao châu Á Trong nhà 2005 bế mạc tại Thái Lan.

## Thứ hai, ngày21 tháng 11
- Thủ tướng Israel Ariel Sharon rời đảng Likud và thành lập đảng Kadima mới.

## Thứ ba, ngày22 tháng 11
- Angela Merkel của đảng Liên hiệp Dân chủ Công giáo (CDU) được bầu làm nữ thủ tướng đầu tiên của Đức.

## Thứ tư, ngày23 tháng 11
- Benzen từ vụ nổ nhà máy hóa chất Cát Lâm 2005 đã gây ô nhiễm nặng cho con sông Tùng Hoa và bắt buộc thành phố Cáp Nhĩ Tân phải cắt nguồn cung cấp nước từ nó.

## Thứ năm, ngày24 tháng 11
- Thành phố Khabarovsk ở Viễn Đông của Nga đã tuyên bố tình trạng khẩn cấp khi một dải nước nhiễm độc benzen dài 80 km, từ vụ nổ tại nhà máy hóa chất Cát Lâm ngày 13 tháng 11, đã vào tới sông Amur (Hắc Long Giang), nguồn cung cấp nước chủ yếu cho 1,5 triệu người của thành phố.

## Thứ bảy, ngày26 tháng 11
- Viện chưởng lý Anh Sir Goldsmith tuyên bố là những chủ bút nào xuất bản giác thư về việc nổ bom tại Al Jazeera có thể bị mang ra tòa dưới Đạo luật bảo vệ bí mật nhà nước.

## Chủ nhật, ngày27 tháng 11
- Người treo cổ Singapore Darshan Singh đã được cho nghỉ sau khi danh tính và hình ảnh ông này bị một tờ báo của Úc tiết lộ trước khi cuộc hành quyết của người Úc Nguyễn Tường Vân diễn ra vào ngày 2 tháng 12. Trong suốt 46 năm hành nghề, ông Singh 74 tuổi này đã treo cổ hơn 850 người. Một người treo cổ khác sẽ thay thế ông.
- Một trận trận động đất xảy ra phía nam Iran, mạnh khoảng 5.9 độ theo thang độ địa chấn.
- Đại hội Thể thao Đông Nam Á 2005 khai mạc tại Philippines. Việt Nam đang tham dự; xem Việt Nam tại Đại hội Thể thao Đông Nam Á 2005 để theo dõi các kết quả.

## Thứ hai, ngày28 tháng 11
- Thủ tướng Canada Paul Martin tuyên bố là ông sẽ yêu cầu Toàn quyền giải tán nghị viện, dẫn đến cuộc bầu cử mùa đông, sau khi chính phủ ông bị đổ do một cuộc bỏ phiếu bất tín nhiệm trong Hạ viện với số phiếu 171 thuận và 133 chống. BBC
- Đức Hồng y Công giáo Crescenzio Sepe và phái đoàn Tòa Thánh chính thức thăm Việt Nam. Đức Hồng y là vị Bộ trưởng Bộ truyền giáo đầu tiên của Giáo hội đến Việt Nam kể từ năm 1975. Dự kiến, Ngài sẽ thăm và làm việc tại Tổng Giáo phận Hà Nội, Huế, Tp. HCM và 2 giáo phận khác là Giáo phận Hưng Hóa và Bà Rịa trong vòng một tuần lễ. BBC VOA

## Thứ ba, ngày29 tháng 11
- Nghị viện Canada bị giải tán và một cuộc tổng tuyển cử sẽ diễn ra ngày 23 tháng 1 năm 2006, sau khi chính phủ thiểu số của Thủ tướng Paul Martin bị đổ do một cuộc bỏ phiếu bất tín nhiệm trong Hạ viện.
- Mozilla Firefox 1.5, phiên bản mới nhất của trình duyệt web mã nguồn mở phổ biến, được phát hành chính thức.